# Léon de Steenhault de Waerbeeck
Le baron Léon de Steenhault de Waerbeeck, né le 23 janvier 1871 à Bruxelles et mort le 19 novembre 1939, à Etterbeek est un ingénieur agricole et homme politique belge, membre du Parti catholique.

## Biographie
Léon de Steenhault de Waerbeeck, né le 23 janvier 1871 à Bruxelles, est le fils d'Adhémar de Steenhault de Waerbeeck (1840-1906) et de Marie de Pizarro (1848-1925). Il a épousé Hélène Naegelmackers (1882-1932) qui lui a donné cinq enfants : : Jean (1904-1976), Nicole (1910-1988), Henri (1912-1957), Albert (1915-1944) et Yves (1916-1997). Devenu jésuite missionnaire en Inde, ce dernier mourut à Calcutta. Avec lui le nom s'est éteint.
il est élu conseiller communal et bourgmestre de Vollezele (1906), conseiller provincial de la province de Brabant (1914-20) et sénateur de l'arrondissement de Bruxelles (1920-36).